# Inddæmning
 For alternative betydninger, se Inddæmning (flertydig). (Se også artikler, som begynder med Inddæmning)
Inddæmning er en form for landvinding, hvor man ved hjælp af dæmninger prøver at vinde nyt land, eller at beskytte jord, byer eller lignende mod vejr og tidevand.
Større danske inddæmningsprojekter, der er gennemført med større eller mindre succes, og nogle med total fiasko, er Vejlerne, Kolindsund, Lammefjorden, Rødby Fjord, Bøtø Nor, Kalveboderne og Hjarbæk Fjord.